# Menedemo (nome)
Menedemo  è un nome proprio di persona italiano maschile.

## Varianti in altre lingue
- Francese: Ménédème
- Greco antico: Μενέδημος (Menedemos)[1]
- Latino: Menedemus

## Origine e diffusione
Continua il nome greco Μενέδημος (Menedemos); è formato da μένος (menos, "forza", da cui anche Menandro e Filomena) e δῆμος (demos, "popolo", "gente", presente anche in Nicodemo), e vuol dire quindi "forte difensore del popolo", o "forza del popolo".

## Onomastico
L'onomastico si festeggia il 5 settembre in onore di san Menedemo, martire a Nicomedia sotto Valente con Teodoro, Urbano e altri compagni.

## Persone
- Menedemo di Crotone, tiranno greco antico
- Menedemo di Eretria, filosofo greco antico
- Menedemo di Pirra, filosofo greco antico

## Il nome nelle arti
- Menedemo è il protagonista della commedia di Terenzio Heautontimorùmenos.